# Herina palustris
Herina palustris är en tvåvingeart som först beskrevs av Johann Wilhelm Meigen 1826.  Herina palustris ingår i släktet Herina och familjen fläckflugor. Enligt den finländska rödlistan är arten otillräckligt studerad i Finland. Arten är reproducerande i Sverige. Artens livsmiljö är strandängar vid Östersjön. Inga underarter finns listade i Catalogue of Life.